# Synbranchiformes
Ordre
Les anguilles épineuses ou Synbranchiformes, forment un ordre de poissons de la classe des Actinopterygii.

## Liste des familles

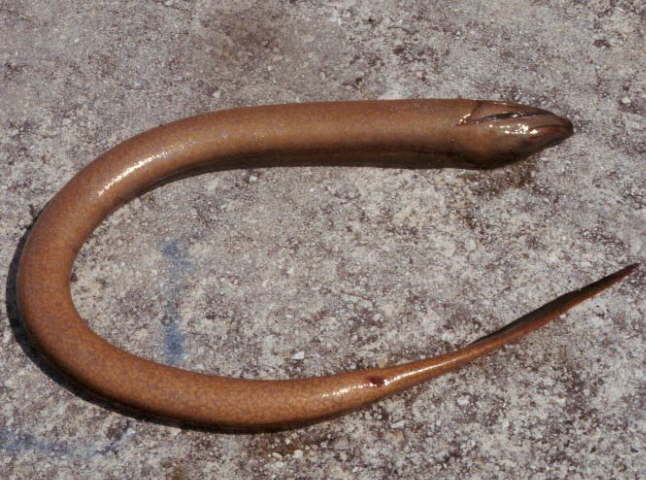
Monopterus albus

Selon FishBase (12 août 2015) et World Register of Marine Species (12 août 2015) :
- famille Chaudhuriidae
- famille Mastacembelidae
- famille Synbranchidae

Selon ITIS (12 août 2015) :
- sous-ordre Mastacembeloidei
  - famille Chaudhuriidae
  - famille Mastacembelidae
- sous-ordre Synbranchoidei
  - famille Synbranchidae